# Warped Tour 2012 Tour Compilation
Warped Tour 2012 Tour Compilation è la quindicesima raccolta del Warped Tour, pubblicata il 5 giugno 2012.
Per la prima volta nella storia delle raccolte del Warped Tour, la SideOneDummy Records ha pubblicato l'album con due differenti copertine: in una figura il cantante degli All Time Low Alex Gaskarth, mentre per l'altra si è optato per Tim McIlrath dei Rise Against.

## Tracce
CD 1
1. Midnight Hands - 4:16 (Rise Against)
2. With You Around - 2:58 (Yellowcard)
3. Shed - 2:15 (Title Fight)
4. Now That You're Dead - 2:56 (The Used)
5. Summer Fling Don't Mean A Thing - 2:55 (New Found Glory)
6. Rare - 2:48 (Man Overboard)
7. Arrows - 3:37 (Fireworks)
8. Skipping Stone - 3:30 (Transit)
9. Back Up Plan - 2:52 (I Call Fives)
10. Broken Bones - 2:58 (Anti-Flag)
11. Not To Toot My Own Horn But, Beep Beep - 3:57 (Four Year Strong)
12. Overtime Is A Crime - 3:08 (We Are the Ocean)
13. The "M" Word - 3:06 (Hostage Calm)
14. Bottled Wind - 3:44 (Polar Bear Club)
15. Firebreather - 3:50 (Daytrader)
16. Able Moving Hearts - 3:40 (Sharks)
17. Lucky - 3:08 (Make Do and Mend)
18. Holy #*!% - 2:57 (I Am the Avalanche)
19. Wrightsville Beach - 3:10 (A Loss for Words)
20. Meet You in the Middle - 3:18 (Chuck Ragan)
21. They Used to Call It the Blues - 2:35 (Brian Marquis)
22. Proper - 3:26 (Into It. Over It.)
23. Giants Sleeping - 2:47 (Koji)
24. Brothers and Sisters - 1:43 (Blacklist Royals)
25. Far to Go - 2:55 (Nothington)

CD 2
1. Coffee Shop Sountrack - 2:57 (All Time Low)
2. Ohioisonfire - 3:07 (Of Mice & Men)
3. 40 Days - 3:52 (blessthefall)
4. Prove Me Right - 4:07 (Memphis May Fire)
5. Engine 45 - 3:56 (The Ghost Inside)
6. Underwater Bimbos From Outterspace - 2:42 (Every Time I Die)
7. Good Girls Bad Guys - 3:11 (Falling in Reverse)
8. Fearless - 3:45 (For Today)
9. Listening - 2:40 (Tonight Alive)
10. Better Luck Next Time - 2:38 (We Are the in Crowd)
11. Prove It - 3:12 (Divided by Friday)
12. Tally It Up, Settle The Score - 3:31 (Sleeping with Sirens)
13. In Friends We Trust - 3:20 (Chunk! No, Captain Chunk!)
14. Sex Robot - 2:30 (Neo Geo)
15. Hey Mister - 3:55 (Miss May I)
16. Button It Up - 3:15 (I Wrestled a Bear Once)
17. DJ - 3:20 (Skip the Foreplay)
18. The Remover - 3:16 (Vanna)
19. Everlasting Sleep - 3:26 (Chelsea Grin)
20. Abigail - 2:42 (Motionless in White)
21. Last Night - 3:08 (Ballyhoo!)
22. Another Homicide - 3:08 (Murderland)
23. Hundred Dollar Bail - 2:45 (Cold Forty Three)
24. Moster Hands - 2:28 (Jukebok Romantics)
25. Everybody's Gone - 1:56 (Lost in Society)

## Classifiche
| Classifica (2012)         | Posizione massima |
| ------------------------- | ----------------- |
| Stati Uniti               | 57                |
| Stati Uniti (independent) | 10                |
| Stati Uniti (alternative) | 14                |
| Stati Uniti (rock)        | 19                |